# Koningsgoed
Koningsgoed is onroerend goed dat ten behoeve van een Frankische koning werd geëxploiteerd. De zeggenschap over een rijks- of koningsgoed viel in het Frankische Rijk rechtstreeks onder de koning. Vele allodiale goederen  vinden hun oorsprong in een koningsgoed, dat door de koning wegens bewezen diensten aan een persoon werd gegeven. Dit in tegenstelling tot leengoederen waarbij men slechts het vruchtgebruik over de betrokken goederen verwerft en de "blote eigendom" bij de leenheer blijft. Grond kon door de koning of Keizer in gebruik worden uitgegeven als heerlijk goed of als allodiaal goed. Bij heerlijke goederen kwamen rechtsvormen in aanmerking als leenrecht, dienstrecht, hofrecht. Bij allodiale goederen was er eerder sprake van pacht of erfpacht. Bij allodiale goederen was het bezitsrecht absoluut. Bij de Staatsregeling van 1801 werd in Nederland het leenrecht afgeschaft en alle leenroerige goederen werden als allodiaal beschouwd.

## Ontstaansgeschiedenis
In het Karolingische rijk was het feodale stelsel van groot belang en landbouw was daarin de belangrijkste economische drager. In dit stelsel kwamen domaniale goederen (koningsgoederen of domeinhoven) voor, die door een elitegroep (ministerialen of homines Franci) werden beheerd. Men kreeg een domeinhof met de bijbehorende horige boeren, als men zich trouw aan de koning had betoond. Dit systeem bleef bestaan tot in de 13e eeuw. In het hofstelsel werd dit hofland of domeinland niet uitgegeven, maar hoorde bij een curtis, wik, of predium, een centrale hof, dat door een villicus, een hofmeier namens de koning, werd beheerd. De homines Franci worden in de negende eeuw beschreven als militaire kolonisten, die door de Frankische koningen op het koningsland werden geplaatst met als opdracht dit land te ontginnen, te bebouwen en te verdedigen.
De castella met de daarbij behorende militaire territoria werden over het algemeen, na aftocht van de Romeinen, tot koningsgoed van de Frankische koningen. De castella en andere koningsgoederen vormden de belangrijkste materiële infrastructuur van de koninklijke huishouding in het Heilige Roomse Rijk. In een agrarische maatschappij moest de koning steeds onderweg zijn om zijn gezag daadwerkelijk te effectueren. De meeste paltsen ("villa regia" of "curtis regia"), hoven en andere centra binnen het koningsgoed lagen aan de grote, onder koninklijke bescherming staande, doorgaande land- en waterwegen van interregionaal belang en op de raakpunten van verschillende landschapstypen. Het is de vraag of de rechten die zijn afgeleid uit de koninklijke rechten, kunnen worden opgevat als "allodiaal" goed dat nooit tot het domein heeft behoord. 
Door schenking en overdracht kwamen koningsgoederen in de loop van de tijd in handen van instellingen die een verlengstuk waren van het rijksgezag. Rijkssteden zijn meestal op koningsgoed ontstaan. Ze stonden ze niet onder een andere vorst, maar direct onder de keizer: ze waren "rijksonmiddellijk".

## Voorbeelden van oorspronkelijk Frankische (Karolingische) koningsgoederen
Groningen en Friesland
- Villa Cruoninga, Groningen
- Villa cammingehunderi , Friesland

Overijssel en  Drente
- De bezittingen van Zwentibold, in Deventer
- De gouw Drente. In 1057 was Drente koningsgoed, waarvan de graafschapsrechten aan den bisschop werden overgedragen.

Utrecht
- Het predium Wijk, bestaande uit de curtes Wijk, wekhoven en Odijk, gelegen bij het castellum Levefanum of in het middendeel van Dorestad (Wijk bij Duurstede)
- Flethite een vroeg-middeleeuwse gouw die zich uitstrekte over de Utrechtse Heuvelrug (inclusief het Gooi). Het Naerdinkland (het Gooi)
- het Romeinse castrum met het daaromheen gelegen onroerende goed in Utrecht
- Vechten, Leut, Leusden, Muiden.

Noord- en Zuid-Holland
- Texel, Stroe, Medemblik, (villa Adrichem te) Velsen en Muiden, Noordwijk (Midden-Kennemerland) en wellicht Maasland

Zeeland
- Sunnimeri (Scaltheim) goederen op Schouwen, rond Elkerzee, in het gebied tegen de duinen van Burgh-Haamstede en bij Zierikzee-Brijdorpe

Noord-Brabant
- het domein Budel
- Ten Velde in Deurne

Gelderland
- Valkhof in Nijmegen
- Zutphen
- Praedium Arnhem (Castellum en villa Elst in Meinerswijk, hof die Buttelrie)
- de gouw Hamaland
- Besselinck (Bessinck, ook genoemd: Konningesgud, Konigen of Könneger) in Groenlo, buurschap Lievele
- Hof te Dieren
- Laka Imperii te Weurt (bij Nijmegen)
- In de Tielerwaard en Land van Buren: Goederen in Tuil, Varik, Arkel, Ewijk, Eck  aan de rivier; Complex van goederen aan de rivieren de Lek en Hollandse IJssel bij IJsselstein; In het gebied tussen de Kromme Rijn en de lek ten westen van Wijk bij Duurstede; Gouw Opgooi

Limburg
- gebied van Bemelen (bij Maastricht)
- proosdij van Meerssen